# جزیره ساخارنایا گولووا
جزیره ساخارنایا گولووا (انگلیسی: Sakharnaya Golova Island) یک جزیره در سرزمین خاباروفسک کشور روسیه است.